# Comuna Runcu, Dâmbovița
Runcu este o comună în județul Dâmbovița, Muntenia, România, formată din satele Bădeni, Brebu, Ferestre, Piatra, Runcu (reședința) și Siliștea.

## Istoricul comunei
Asupra numelui satului, in Bădeni, se păstrează legenda venirii unui cioban ardelean, Runceanu, care s-a așezat pe valea Ialomicioarei, având pentru turmele sale tot ce-i trebuia: pășune, ape, ieșire pentru iernat la baltă. De la Runceanu se zice ca se trage numele satului Runcu. Este foarte adevărat ca printre primii locuitori ai satului întâlnim „ciobani de peste Leaota”, care, datorită condițiilor istorice, au migrat în aceste locuri ospitaliere.
Ei s-au așezat pe locurile „curățate” pe runcuri, „cei de pe runc” și de aici ar deriva Runcu.Satul Runcu este atestat în anul 1564, există documente din care rezultă ca în 1554 făcea deja comerț cu Brașovul.
La sfârșitul secolului al XIX-lea, comuna făcea parte din plaiul Ialomița-Dâmbovița al județului Dâmbovița și era formată din satele Costești, Bădeni, Piatra Iepei și Runcu, cu o populație de 1734 de locuitori. În comună funcționau patru biserici, o școală și mai multe fierăstraie de apă pentru tăiat scânduri și mori de apă cu făcaie.
În 1925, anuarul Socec consemnează comuna în plasa Pucioasa a aceluiași județ, cu satele Runcu, Costești, Bădeni, Piatra Epei (reședință), Ferăstraele și Brebu, având în total 2813 locuitori.
În 1950, la desființarea județelor, comuna Runcu a trecut la raionul Pucioasa al regiunii Prahova și apoi (după 1952) la raionul Târgoviște al regiunii Ploiești. În 1968 a revenit la județul Dâmbovița, în actuala componență.

## Așezare

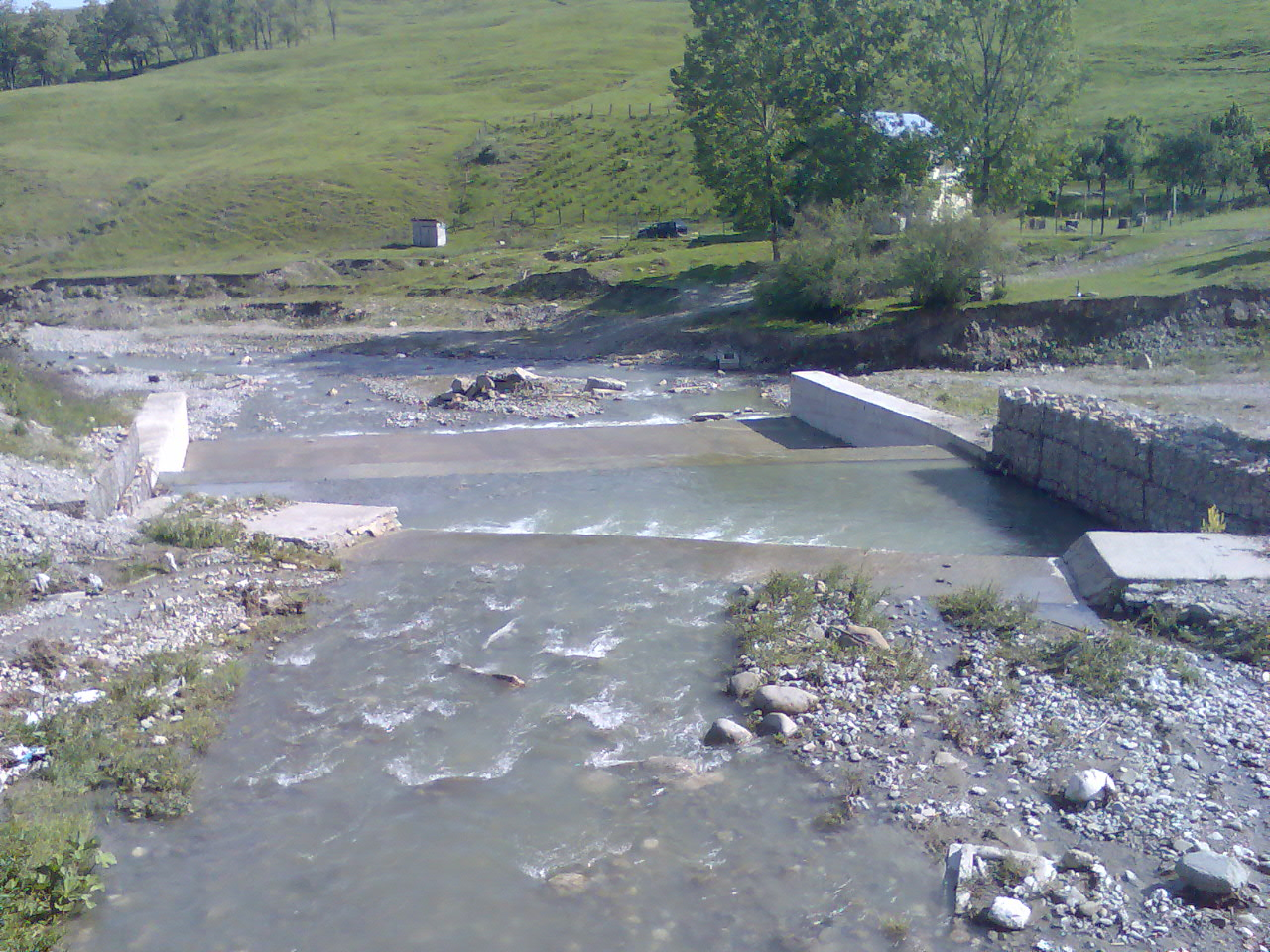
Ialomicioara Apuseană în punctul Lilea

Comuna se află în zona montană din nordul județului, în valea râului Ialomicioara, până aproape de muntele Orlea, la 36 km de orașul Târgoviște și la 8 km de Fieni (orașul cel mai apropiat), întinzându-se pe o suprafață de 79,1 km². Localități și comune vecine sunt: la răsărit satul Dealu-Frumos din comuna Pietrosita și satul Dealu Mare, comuna Buciumeni; la apus satul Râu-Alb, comuna Bărbulețu și comuna Pucheni; la miazăzi, orașul Fieni, iar la miazănoapte vechea graniță din masivul Bucegi. Față de reședința comunei, cel mai îndepărtat este satul Brebu – la o distanță de 7 km.
Principala cale de comunicație este șoseaua județeană DJ712A, care urcă de la Fieni din DN71 pe valea Ialomicioarei, apoi trece spre vest în valea Râului Alb către Râu Alb de Jos și Voinești pe DN72A și valea Dâmboviței.
În general, perimetrul comunei este delimitat: la nord de muntele Orlea și înălțimile adiacente, la răsărit de Plaiul Oilor, la sud de orașul Fieni și la apus de Plaiul Domnesc.
Potrivit datelor din evidența primăriei, în anul 2007 Runcu avea o suprafață de 7915 ha, din care peste 4950 ha fond forestier, incluzând și masivul Leaota si munții învecinați. Suprafața neîmpădurită, care se ridică la 2670 ha, este formată din: pășuni 1328 ha, fânețe 1085 ha, livezi de pomi fructiferi 209 ha și arabil circa 48 ha.

### Dealuri
Dealul Priporul Margineanca, de lângă Tamoslacul Runcului are o înălțime de aproximativ 580 m, fiind parțial acoperit cu pădure.
Vârful Giurcului sau al lui Giurca. Cu înălțimea de 840 m, el dominând valea Runcului și a Râului Alb.
Dealul și pădurea ce-l acoperă parțial se află în atenția unor investitori, dornici de a-l transforma într-o bază turistică sau cu regim de sanatoriu.
Dealul La In, cu înălțimea de 798 m, este așezat de o parte și alta a pârăului Clincioaia. Prin forma, și orientarea sa, dealul este propice amenajării, pe pantele de est, a unei pârtii de schi cu telescaun.
Dealul Galmei, a cărui înălțime, de peste 880 m, domind panorama văii Ialomicioara și a satului Dealu Frumos. De pe culmea de sud-est a dealului se poate admira o parte din comuna Pietroșița și orașul Fieni. În prelungirea de nord a dealului se întinde Plaiul Oilor, la începutul căruia se mai păstrează rămășițele unei cruci de piatră, ridicate în anul 1945 de Nicuta Mocanu, din satul Ferestre.
Galma Brebului. Este dealul cu altitudinea cea mai mare de pe raza comunei Runcu. Aflat în partea de nord a satului Brebu, cu înălțimea de 887,5 m, el dominând de departe o bună parte din Valea Ialomicioarei și așezările învecinate.
În perimetrul așezării se află și alte dealuri mai mici cum sunt: Vârful Fetei sau al Fetiței, Poiana Lacului, Vârful lui Ene, Dosul lui Gheorghe, Colții Baciului, Muchea Catinei și Vârful Lilei.
Altitudinea maximă a dealurilor runcene este dată de vârfurile Galma din nordul satului Ferestre, de peste 886 m și Galma Brebului, cu înălțimea de 887,5 m.
În general, înălțimea dealurilor scade progresiv către sud, vârful Tamaslacu Runcului având cota cea mai mică, sub 400 m.
Vom încheia succinta prezentare a dealurilor runcene, subliniind farmecul și bogăția livezilor și pajiștilor ce-i împodobesc, dar și splendoarea caselor înșirate pe pantele acestora. O imagine de neuitat este dată și de vârfurile ce-i domină, unele inconjurate de paduri și poieni odihnitoare și desfătătoare. Sunt înălțimi magnifice, unele identificate ca locuri întărite (cetatui), destinate cândva observării și apărării străbunilor, ce locuiau pe poalele acestora.

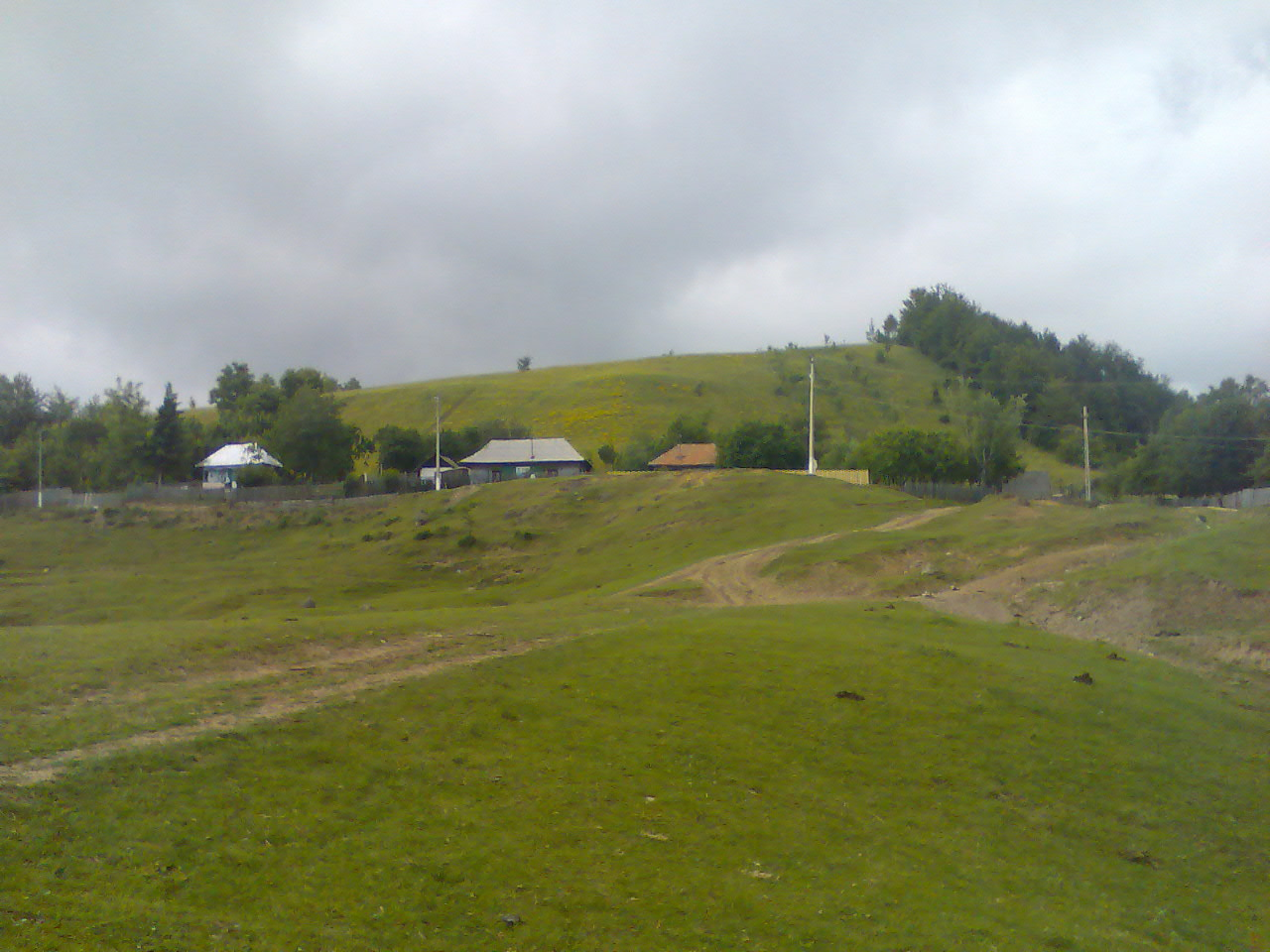
Varful Galma Brebului

### Solurile
Similar altor localități, din Subcarpații interni, solul specific Runcului este cel brun de pădure, slab podzolit (nisipos), intercalat cu pământul cenușiu de munte.
În general, solul majoritar – brun de pădure – s-a format pe calcare și conglomerate, sub acțiunea vegetației forestiere, depuse în straturi de-a lungul timpului. Prin sedimentări succesive s-au format mari cantități de humus și argilă, a căror fertilitate este considerată mediocră. Pe locurile defrișate sunt specifice solurile brune înțelenite, propice fânețelor și pășunilor dar și livezilor de pomi fructiferi.
Desi destul de bogat în humus, solul deluros runcean are nevoie de îngrășăminte și apă, mai ales în condițiile de umiditate scăzute, când pământul se usucă și crapă.
Un fenomen specific Văii Ialomicioarei, și nu numai, este cel al eroziunii solului, consecință directă a tăierilor masive de arbori și arbuști, dar și a lipsei unui plan coerent de indiguiri a malurilor râului ,și a principalelor pâraie ce-l alimentează.

## Demografie
Componența etnică a comunei Runcu
     Români (93,28%)
     Alte etnii (0,25%)
     Necunoscută (6,47%)
Componența confesională a comunei Runcu
     Ortodocși (91,45%)
     Adventiști (1,15%)
     Alte religii (0,73%)
     Necunoscută (6,67%)
Conform recensământului efectuat în 2021, populația comunei Runcu se ridică la 3.555 de locuitori, în scădere față de recensământul anterior din 2011, când fuseseră înregistrați 4.327 de locuitori. Majoritatea locuitorilor sunt români (93,28%), iar pentru 6,47% nu se cunoaște apartenența etnică. Din punct de vedere confesional, majoritatea locuitorilor sunt ortodocși (91,45%), cu o minoritate de adventiști (1,15%), iar pentru 6,67% nu se cunoaște apartenența confesională.

## Politică și administrație
Comuna Runcu este administrată de un primar și un consiliu local compus din 13 consilieri. Primarul, Gheorghe Brebeanu[*], de la Partidul Social Democrat, este în funcție din 2004. Începând cu alegerile locale din 2024, consiliul local are următoarea componență pe partide politice:
|  | Partid                          | Consilieri | Componența Consiliului | Componența Consiliului | Componența Consiliului | Componența Consiliului | Componența Consiliului | Componența Consiliului | Componența Consiliului | Componența Consiliului |
|  | ------------------------------- | ---------- | ---------------------- | ---------------------- | ---------------------- | ---------------------- | ---------------------- | ---------------------- | ---------------------- | ---------------------- |
|  | Partidul Social Democrat        | 8          |                        |                        |                        |                        |                        |                        |                        |                        |
|  | Partidul Național Liberal       | 4          |                        |                        |                        |                        |                        |                        |                        |                        |
|  | Alianța pentru Unirea Românilor | 1          |                        |                        |                        |                        |                        |                        |                        |                        |